# Assarakos
Assarakos (altgriechisch Ἀσσάρακος Assárakos, lateinisch Assaracus oder Assaraco) ist eine Figur der griechischen Mythologie, König von Dardanos in Phrygien.
Assarakos ist der zweitgeborene Sohn des Tros, König von Dardanos (Dardania in der Troas) und der Kallirrhoë. Seine Brüder heißen Ilos und Ganymed und seine Schwester Kleopatra. Er ist der Urenkel von Dardanos. Gemahl der Hieromneme, Tochter des Simoeis und Vater von Kapys, und Großvater des Anchises. Er trat die Nachfolge seines Vaters an, als er den Thron von seinem älteren Bruder Ilos erbte, da dieser stattdessen das Gebiet seiner neugegründeten Stadt Ilion (später bekannt als Troja) bevorzugte.
Dionysios von Halikarnassos macht ihn zum Sohn der Akalis (Akallaris), einer Tochter des Eumedes, und zum Gemahl der Klytodora, der Tochter des Laomedon. Nach anderen ist er der Bruder oder Halbbruder des Antenor, da er der Sohn der Kleomestra, einer Tochter des Tros, und des Aisyetes (Aesyetes) war.